# Ľubica Karvašová
Ľubica Karvašová (* 20. srpna 1987) je slovenská politička, diplomatka a ekonomka, od roku 2024 poslankyně Evropského parlamentu za Progresívne Slovensko.

## Život

### Studium
Narodila se v roce 1987. V letech 2005 až 2010 studovala mezinárodní ekonomické vztahy a hospodářskou diplomacii na Fakultě mezinárodních vztahů Ekonomické univerzitě v Bratislavě. V roce 2009 studovala na Helsinské univerzitě a v letech 2009 až 2010 pak na Univerzitě v Sorbonně, kde získala inženýrský titul.
Je vnučkou politika Imricha Karvaše. Je vdaná.

### Kariéra
V roce 2011 pracovala jako koordinátorka ECB v kanceláři guvernéra Slovenské národní banky. V letech 2011 až 2015 působila na různých funkcích na Ministerstvu zahraničních věcí Slovenské republiky. V září 2015 začala pracovat jako členka Stálého zastoupení Slovenska při Evropské unii, ve funkci skončila v lednu 2020. Od října 2020 do listopadu 2023 působila jako poradkyně slovenských premiérů Igora Matoviče, Eduarda Hegera a Ľudovíta Ódora pro záležitosti týkající se Evropské unie.

#### Politické působení
V únoru 2024 uvedla, že v evropských volbách v roce 2024 bude kandidovat na kandidátní listině Progresívneho Slovenska. Ve volbách posléze získala 65 835 preferenčních hlasů a stala se tak europoslankyní. Po nástupu do funkce v červenci 2024 byla zvolena místopředsedkyní výboru pro regionální rozvoj a stejně jako její straničtí kolegové se stala členkou frakce Renew Europe.